# Michał Rolle

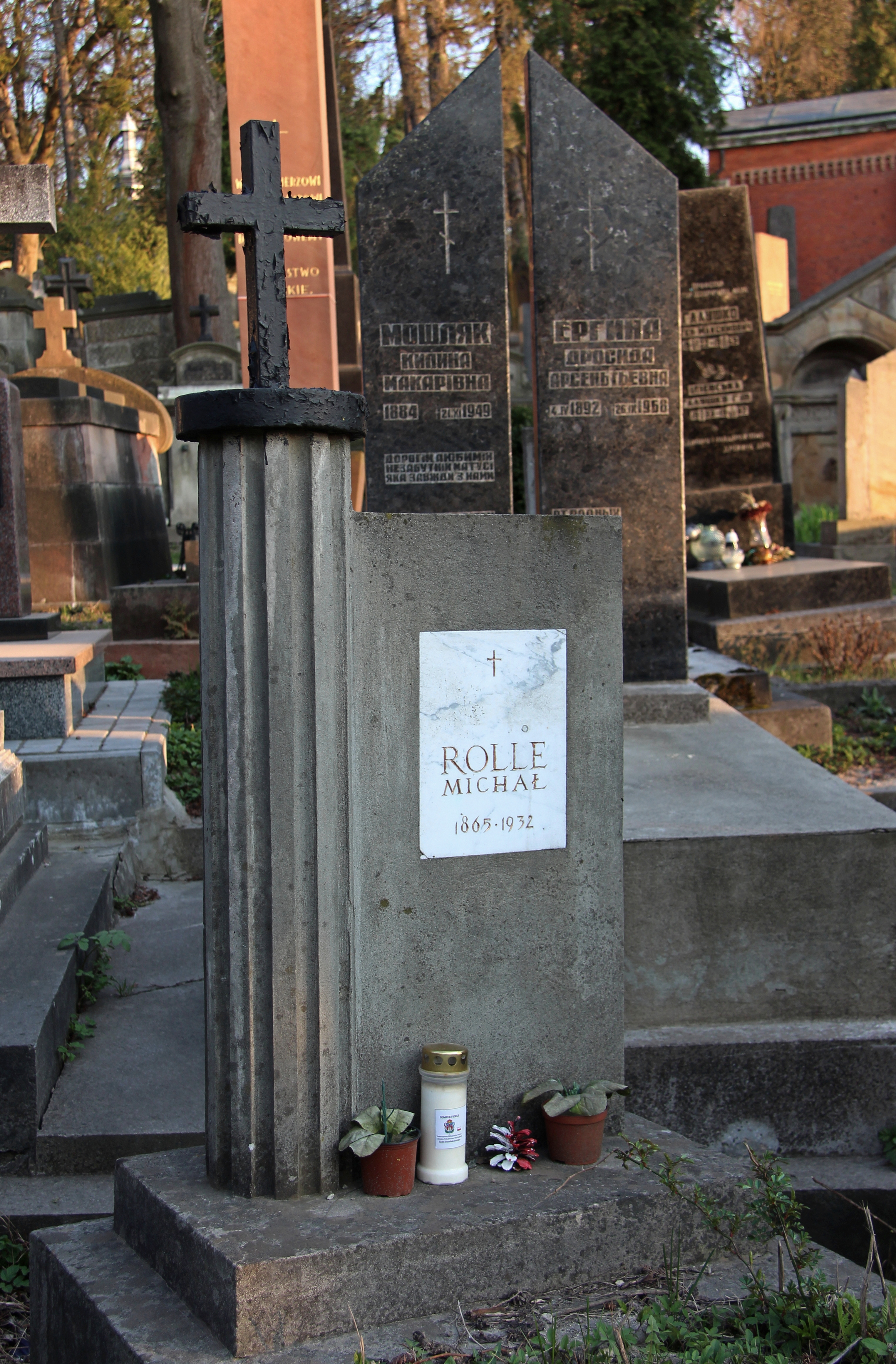
Grób Michała Rolle

Michał Rolle (ur. 26 czerwca?/8 lipca 1865 w Kamieńcu Podolskim, zm. 11 listopada 1932 we Lwowie) – polski dziennikarz, historyk i pisarz.

## Życiorys
Pochodził z rodziny o korzeniach francuskich. Był synem Józefa znanego wówczas historyka i gawędziarza oraz Idalii z Zaszczyńskich, bratem Karola, prezydenta Krakowa. Studiował na Wydziale Filozoficznym Uniwersytetu Jagiellońskiego. Zaczął pisać w szóstej klasie gimnazjum. Od 1894 roku pracował w redakcji „Gazety Lwowskiej” jako sekretarz i zastępca redaktora naczelnego. Jego twórczość dzieli się na dwie grupy:
- naukową, np. Z przeszłości: Okręg Rowski - Starostwo Barskie, Ateny Wołyńskie, Tadeusz Czacki i Krzemieniec
- popularnonaukową, na pograniczu nauki i literatury pięknej, np. gawędy zebrane w Oryginałach, In illo tempore, Rzemiennym dyszlem.

Publikował także w „Tygodniku Ziemi Sanockiej”. Ossolineum wydało jego pracę o malarzach kresowych Sztuka polska na Kresach, wyróżnioną na wniosek Uniwersytetu Jana Kazimierza przez ministerstwo. Był również laureatem nagrody literackiej miasta Lwowa w roku 1927.
Zmarł w nocy 10/11 listopada 1932. Władze miasta przekazały dla niego miejsce honorowe w alei dla zasłużonych na Cmentarzu Łyczakowskim we Lwowie, gdzie został pochowany 13 listopada 1932.

## Ordery i odznaczenia
- Krzyż Oficerski Orderu Odrodzenia Polski (10 listopada 1928)[4]